# Taouremba
Taouremba est une localité située dans le département de Tongomayel de la province du Soum dans la région Sahel au Burkina Faso.

## Géographie
Taouremba est situé à 16 km au nord de Kelbo, à 16 km à l'ouest de Gasseliki et 22 km à l'est de Béléhédé.

## Économie
L'agro-pastoralisme est l'activité économique principale du village.

## Santé et éducation
Le village possède deux écoles primaires publiques.